# Giulia Lama
Giulia Elisabetta Lama (Venezia, 1º ottobre 1681 – Venezia, 7 ottobre 1747) è stata una pittrice italiana, è ricordata per essere stata la prima donna a studiare il nudo maschile dal vivo.

## Biografia e opere
La vita di Giulia Lama è priva di avvenimenti degni di nota e questo ha creato non pochi problemi nella ricostruzione della sua biografia. In aggiunta, criticata per il disegno difettoso e l'esecuzione grossolana, fu poco apprezzata nella seconda metà del Settecento e solo a partire dal Novecento gli storici dell'arte sono tornati ad occuparsi di lei. Gli studi più importanti sul suo conto si devono a Giuseppe Fiocco, Rodolfo Pallucchini, Ugo Ruggeri e Adriano Mariuz, i quali si impegnarono, inoltre, a ricostruirne il catalogo delle opere (molti lavori risultavano dispersi nel mercato antiquario o attribuiti ad altri quali Johann Liss, Giovanni Battista Piazzetta, Giovan Battista Tiepolo).
Nacque nella parrocchia di Santa Maria Formosa (fu battezzata nella stessa chiesa cinque giorni dopo), primogenita del pittore Agostino e di Valentina Dell'Avese. Non si sposò, né ebbe figli e visse sempre nella casa di famiglia in calle Lunga.
La Lama non dipinse mai per professione: non si iscrisse alla fraglia e si manteneva facendo la ricamatrice.
Secondo Antonio Conti in giovane età avrebbe studiato matematica, il che potrebbe spiegare perché le tracce della sua attività artistica siano piuttosto tardive, quando aveva ormai superato i trent'anni. In questo primo periodo, tuttavia, risulta già una pittrice con una solida formazione e affermata: la prima opera autografa è il Ritratto del procuratore Pietro Grimani (1719), disegnato da lei e inciso da Andrea Zucchi, ma prima del 1720 doveva aveva concluso il Cristo condotto al Calvario per la chiesa del Cristo Miracoloso di Poveglia, andato perduto. Negli stessi anni gli venivano commissionati la pala per l'altare maggiore di Santa Maria Formosa (1722-1723), il Cristo incoronato di Spine e il Cristo sulla via del Calvario, conservati presso l'eremo di Monte Rua (chiare influenze piazzettesche), nonché la Decollazione di una santa collocata oggi a Ca' Rezzonico.
La sua piena attività in questo periodo è confermata anche da un ritratto eseguito dal Piazzetta (1715-1720) dove viene rappresentata con gli strumenti del mestiere. Lei stessa, consapevole della sua ascesa nel mondo artistico, nel 1725 realizzava un Autoritratto come pittrice.

Giuditta e Oloferne; Venezia, Gallerie dell'Accademia.

Nel 1728, sempre secondo il Conti, stava lavorando a un grande Ratto di Europa, mentre nel 1733 aveva concluso un Sant'Antonio da Padova nell'atto di ricevere il Bambino per Santa Maria dei Miracoli e un San Teodoro a cavallo e l'imperatore Licinio per la Scuola di San Teodoro. Tutte queste opere sono andate perdute, mentre rimane nella chiesa di San Vitale una Crocifissione con gli apostoli (1726-1732), considerata uno dei suoi lavori più rappresentativi. Dello stesso filone espressivo sono Giuditta e Oloferne (Gallerie dell'Accademia) e gli Evangelisti di San Marziale.
Poco più tardi (inizio o fine degli anni trenta) venivano concluse la Madonna col Bambino e i Santi Agostino e Francesco da Paola per la chiesa di San Francesco a Sebenico e anche il San Girolamo con l'angelo attualmente nella Galleria Campori di Modena.
Le ultime due opere sono una Gloria di una santa (o, meglio, un'Assunzione) esposta nella chiesa di Santa Maria Assunta di Malamocco, una Giuditta con la testa di Oloferne di una collezione privata, il Saturno che divora il figlio (disperso) e le cosiddette "teste di carattere" (Busto di vecchio con libro, Busto di donna con zendado, Busto di vecchio con rosario, tutte di ubicazione ignota).
Morta per "febre acuta con affetto cutaneo, che degenerò in convulsivo", venne sepolta nella chiesa dei Santi Giovanni e Paolo. Sua erede fu la sorella Cecilia.
Lo stile della Lama è autonomo rispetto agli altri pittori contemporanei, primo fra tutti il Piazzetta che va considerato un collega piuttosto che un maestro. La sua pittura si dimostra infatti molto più essenziale e quasi ruvida, tendente perfino alla deformazione anatomica. Fondamentale è l'uso violento del chiaroscuro.
Ebbe anche una certa fortuna come poetessa: nei Componimenti poetici delle più illustri rimatrici di ogni secolo curati da Luisa Bergalli (1726) compaiono anche tre sonetti e due canzoni della Lama, mentre altri componimenti vennero pubblicati nel 1734 e nel 1740 in due raccolte d'occasione. Si caratterizzano per un certo petrarchismo sul quale, però, si impone la personalità veemente rilevabile nei dipinti.